# Mateusz Brandtner
Mateusz Brandtner – XVIII-wieczny organmistrz. 
W Polsce zachowały się do dzisiaj tylko dwa sygnowane jego nazwiskiem instrumenty, w kościele św. Jana w Toruniu oraz w kościele św. Wawrzyńca w Słupcy.